# For Barnets Skyld (film fra 1915)
 For alternative betydninger, se For Barnets Skyld. (Se også artikler, som begynder med For Barnets Skyld)
For Barnets Skyld er en dansk stumfilm fra 1915, der er instrueret af Vilhelm Glückstadt efter manuskript af Emilie Sannom.

## Handling
Denne artikel mangler et handlingsreferat. Hjælp os med at skrive det.

## Medvirkende
- Karen Sandberg - Komtessen
- Alfred Sjøholm - Lægen
- Elna From - Værtinden
- Emil Skjerne - Officeren
- Emilie Sannom - Enken